# Phaniola cultellifera
Phaniola cultellifera là một loài ruồi trong họ Tachinidae.